# Adolf Häckermann
Gabriel Adolf August Wilhelm Häckermann (* 18. Februar 1819 in Neuenkirchen; † 24. Juli 1891 in Greifswald) war ein deutscher Philologe, Gymnasiallehrer und Schriftsteller.

## Leben
Adolf Häckermann war das dritte von neun Kindern des Pfarrers Carl Johann Christoph Häckermann (1784–1865) und der Amalia Schwarz (1797–1872). Er studierte an der Universität Greifswald und der Universität Berlin Philologie, Theologie und Geschichte. 1843 wurde er zum Dr. phil. promoviert. Von 1845 bis zu seiner Pensionierung 1878 war er als Oberlehrer am Gymnasium in Greifswald tätig.
Häckermann übersetzte skandinavische Literatur und verfasste verschiedene wissenschaftliche Schriften, zum Teil in lateinischer Sprache. Dabei widmete er sich besonders dem römischen Satirendichter Juvenal. Für die Allgemeine Deutsche Biographie (ADB) schrieb er mehr als 120 Beiträge.
Adolf Häckermann war verheiratet mit Mathilde von Kahlden († 1892).

## Schriften (Auswahl)
- D. Iunii Iuvenalis Satirarum libri V. B. G. Teubner, Leipzig 1851. (Digitalisat)
- Der Pithöanische Codex Juvenals. Erster Theil. C. A. Koch, Greifswald 1856. (Digitalisat)
- Die Exegese C. Fr. Hermanns und die Kritik D. Jun. Juvenals. Eine Widerlegung. C. A. Koch, Greifswald 1857 (Digitalisat)
- Neuvorpommersche Dichtungen. Bamberg, Greifswald 1871
- Dr. Hermann Paldamus. Ein pädagogisches Zeitbild. Separatdruck aus dem Greifswalder Sonntagsblatt Nr. 7–17, 1884
- Der Bauerberg. Ein episches Idyll, Bamberg, Greifswald 1885